# Benjamin Abitan
« Abitan » redirige ici. Pour les articles homophones, voir Abittan, Habitant et Habitants.
Ne doit pas être confondu avec Ary Abittan.
Benjamin Abitan est un comédien de théâtre, metteur en scène, réalisateur radiophonique et scénariste de bande dessinée français.

## Biographie
Benjamin Abitan naît en 1983 en France.

### Théâtre et fiction radiophonique
Il fabrique ses premiers contenus audio sous forme de cassettes audio au collège. Au lycée, il anime une émission hebdomadaire d'une heure intitulée Contre-courants sur la radio associative Marseillaise Radio-Galère.
Il suit des études de théâtre à Paris-8, puis au Conservatoire national supérieur d’art dramatique.
Il crée la compagnie Le Théâtre de la Démesure en 2004 à Saint-Denis. Il fait partie de la promotion 2009 du Conservatoire national supérieur d'art dramatique.
Il interprète une dizaine de pièces en tant que comédien entre 2007 et 2019. Il est également metteur en scène à cinq reprises à la même période et auteur.
Il écrit des pièces radiophoniques pour France culture à partir de 2010. En 2013, il passe un mois en résidence à l'Institut français de Jérusalem. Il y écrit un feuilleton radiophonique inspiré de son rapport à la ville et de ses rapports avec son père.
Il indique lors d'un entretien avec Arte radio en 2019 : « À la radio aussi, une partie de l’histoire est représentée par les sons, et une autre partie est en creux, l’auditeur la compose lui-même. Les bons textes de radio sont ceux qui creusent les images plutôt que de les remplir », et au magazine Télérama en 2022 : « De manière générale, la fiction, quelle qu’elle soit, est pour moi une manière d’essayer de rendre la réalité plus habitable et la vie plus vivable, mais surtout pas de proposer autre chose à la place ».
En 2020 il réalise pour France Culture cinq épisodes du podcast DreamCaster, écrits par Sebastian Dicenaire.
Il reçoit en 2016 le prix Nouveau Talent radio décerné par la Société des auteurs et compositeurs dramatiques (SACD), et en 2018 le prix Longueur d’Ondes de la fiction d’humour.
Il obtient le Prix Europa à deux reprises pour ses fictions radiophoniques : en 2017 pourLa Préhistoire du futur, puis en 2019 pour La Dernière Séance.

#### Tintin
Benjamin Abitan est le réalisateur et l'auteur à partir de 2016 d'adaptations d'albums des Aventures de Tintin  d'Hergé en pièces radiophoniques, diffusées en podcast sur le site de France culture. Benjamin Abitan est choisi parmi plusieurs réalisateurs, et « Pour conduire sa mission, il a pu disposer de la bonne grâce des comédiens du Français et des musiciens de l’Orchestre national de France » et « il est allé consulter l’éminent spécialiste de Tintin Benoît Peeters. « Il m’a mis en garde : “Tintin n’est pas pour les enfants ! Pour toucher l’auditeur, il faut s’adresser à l’enfant qui est en lui.” ». Selon Le Monde : « A l’inverse de ses prédécesseurs, Abitan s’est efforcé de rester fidèle à l’œuvre d’Hergé ». 
Jusqu'en 2023, sept albums ont été choisis, chaque album est adapté entre trois et cinq épisodes, d'une vingtaine de minutes chacun : Les Cigares du pharaon et Le Lotus bleu en 2016, Les 7 boules de cristal  en 2017, Le Temple du soleil en 2019, Les Bijoux de la Castafiore en 2020, Le Secret de la licorne  et Tintin au Tibet en 2023.

#### La Préhistoire du futur (2016-2022)
Sur France Culture également, il crée et écrit à partir de 2016 la série La Préhistoire du futur. Il déclare : « Pour chaque saison, je dois négocier avec France Culture pour garder des blagues...Cette chaîne a peu d’humour ».
Pour Télérama  : « Les futurs imaginés par Benjamin Abitan sont-ils enviables ? Franchement, presque. Dans les quatre saisons de sa truculente fiction La Préhistoire du futur, sur France Culture, l’auteur nous livre des prospectives absurdes et fantasmées. Mais on aimerait les croire tant ces projections ne sont que le reflet (très) exacerbé de nos travers d’humains médiocres et désabusés. [...] Tout est drôle : l’écriture au cordeau, les cent (au moins) vannes sur l’auteur Fabcaro et la critique sociale bien sentie en filigrane ». 
La série connaît cinq saisons, jusqu'en 2022.
Pour le choix de ses thèmes d'écriture pour cette série, il indique à Télérama  : « Google Actualités est une mine de points de départ. De temps en temps, je note des bribes dans une sorte de fichier qui est toujours ouvert. Au moment où je dois me mettre à écrire, je pioche là-dedans, un peu au hasard. Ce sont des idées sur lesquelles je trébuche, je vais rarement me dire : « Tiens, je vais traiter tel sujet d’actualité, ou tel sujet lié aux nouvelles technologies pour dénoncer telle chose. » Ce sont davantage les situations qui me font rire » et précise : « Je m’astreins à très peu travailler le texte, en général on enregistre le premier jet ».
La série est récompensée par le Prix Europa en 2017 dans la catégorie « meilleure fiction radio de l'année »,, et par le prix Longueur d’Ondes de la fiction d’humour en 2018.

#### La Dernière séance (2018)
Pour Arte radio en 2018, il écrit, réalise et interprète l'« autofiction », La Dernière séance. « Certains fiascos peuvent se révéler singulièrement créatifs. Quand Benjamin Abitan se fait virer par son psy, déconcerté, il décide de s’en sortir sans thérapeute en enregistrant pendant deux ans toutes sortes de moments de sa vie » d'après Télérama .
Benjamin Abitan informe au magazine : « J’ai eu beaucoup de mal à m’y mettre parce que j’avais peur que tout ça ne soit en définitive qu’une forme d’exhibition un peu obscène ».
Pour Télérama, l'auteur « signe un journal de bord drôlissime et inclassable », et pour Charlie Hebdo, il s'agit d'une « formidable autofiction radiophonique, intelligente et hilarante ».
La Dernière Séance obtient le Prix Europa dans la catégorie « fiction radio unitaire » en 2019.

#### La Chute de Lapinville (2024-)
En février 2024 est diffusé sur Arte radio le premier épisode de La Chute de Lapinville, série de « cinq minutes journalières [...] et deux cents épisodes » prévus. « Le feuilleton peut compter sur une enveloppe de 800 000 euros ».
« Lapin, le personnage central, n’est pas spécialement un homme agréable qu’on a envie de côtoyer chaque jour. Ce presque quadragénaire solitaire et fauché, diagnostiqué pervers narcissique par erreur, rentre vivre chez ses parents après avoir perdu ses allocs et maltraité son colocataire retraité. Sommé par la CAF de prouver son désir de réinsertion, il lance un podcast », puis « Comment il a dû retourner à Lapinville, la ville de son enfance au « climat de style océanique dégradé » : [...] Ce qui changera en revanche – et c’est l’horizon de la fin de ce feuilleton qui annonce déjà et au minimum 200 épisodes – n’est rien de moins que… la destruction de la Terre ! » selon Le Monde. 
« Benjamin Abitan, premier à avoir imaginé le personnage de Lapin, et qui, selon ses deux collègues, lui ressemblerait un peu... », coécrit la série avec Wladimir Anselme et Laura Fredducci,. 
Pour L'Humanité, il s'agit d'un « podcast novateur et déjanté », et selon Télérama, la série a un « gros potentiel loufoque ». Pour la conclusion de l'article du journal Le Monde : « terminons juste en disant combien est réjouissante cette fiction qui emprunte et renouvelle tout à la fois les clichés et conventions du feuilleton, s’amuse à démultiplier blagues et mises en abyme, et soigne ses chutes pour le plus grand plaisir de nos oreilles ».

### Bande dessinée
À partir de juillet 2021, il co-scénarise la série Spirou et Fantasio avec Sophie Guerrive, aux côtés d'Olivier Schwartz au dessin La Mort de Spirou, le premier album auquel il contribue, sort en août 2022.

## Œuvres (sélection)

### Théâtre (écriture, mise en scène)
- 2008 : Pascal le lapin
- 2011 : Une piètre imitation de la vie
- 2014 : Temps de pose
- 2019 : Les animaux sont partout

### Pièces radiophoniques / Podcasts
- 2016-2022 : La Préhistoire du futur[14], une série de podcasts, en cinq saisons, France culture[S 2].
- 2018 : La Dernière Séance[16],[17], Arte radio
- 2016-2023 : adaptations radiophoniques d'albums des  Aventures de Tintin[S 1], et réalisation :
  - Les Cigares du pharaon, cinq épisodes, 2016
  - Le Lotus bleu, cinq épisodes, 2016
  - Les 7 boules de cristal , quatre épisodes, 2017
  - Le Temple du soleil , quatre épisodes, 2019
  - Les Bijoux de la Castafiore, cinq épisodes, 2020
  - Le Secret de la licorne , quatre épisodes, 2023
  - Tintin au Tibet, trois épisodes, 2023
- 2024 : La Chute de Lapinville[10],[20], podcast Arte radio[S 3] Scénario et dialogues : Benjamin Abitan, Wladimir Anselme, Laura Fredducci - Direction artistique : Benjamin Abitan - Réalisation : Arnaud Forest - avec Aurélien Gabrielli (Lapin), Flore Babled (Chloé), Philippe Vieux (Christian), Saadia Bentaieb (Christiane), Vincent Menjou (Stéphane Vaillant).

### Ouvrages (scénarios)
- Spirou et Fantasio (Éditions Dupuis) :

1. 2022 : La Mort de Spirou — Avec Sophie Guerrive et Olivier Schwartz

1. 2024 : La mémoire du futur — Avec Sophie Guerrive et Olivier Schwartz

## Prix
- 2016 :  prix Nouveau Talent radio[9] décerné par la Société des auteurs et compositeurs dramatiques (SACD)
- 2017 : Prix Europa dans la catégorie « meilleure fiction radio de l'année » pour sa fiction La Préhistoire du futur[15],[9].
- 2018 : prix Longueur d’Ondes de la fiction d’humour[9] pour La Préhistoire du futur
- 2019 : Prix Europa dans la catégorie « fiction radio unitaire » pour La Dernière Séance sur Arte radio[18].